# Tom Danielson
Thomas Danielson (East Lyme, Connecticut, Estados Unidos, 13 de marzo de 1978), conocido como Tom Danielson, es un exciclista profesional. 

## Biografía
Empezó a correr en ruta en 2002 con el equipo de su país, Mercury Cycling Team, en el que consiguió la victoria, tanto en la general como en dos etapas, de la Vuelta al Lago Qinghai. Cosechó también la victoria del Mount Washington Hillclimb, resultado que repetiría al año siguiente.
En 2003 consiguió buenos resultados: ganó la general del Tour de Langkawi, consiguió una victoria de etapa y de la general del Pomona Valley Stage Race y una etapa del Nature Valley Grand Prix. En ese mismo año, dejó su equipo y fichó por un equipo ya importante, el Fassa Bortolo.
Después de fichar por el Fassa Bortolo, consiguió únicamente el triunfo de Mount Evans Hill Climb, estableciendo el récord de esa prueba. Finalmente dejó el Fassa para marcharse al Discovery Channel, equipo de su país natal.
En 2005 consiguió su victoria más importante hasta ese momento: la quinta etapa del Tour de Georgia, que le sirvió también para conseguir el triunfo final. Realizó un buen papel en la Vuelta a España donde quedó octavo en la general.
En 2006 consiguió la victoria en la general de la Vuelta a Austria y la última etapa del Tour de Georgia, al igual que el año anterior, pero en esta ocasión solo le valió para ser segundo en la general. En ese mismo año consiguió su triunfo más importante con la victoria en la decimoséptima etapa de la Vuelta a España, superando el registro del año anterior quedando sexto en la general final.
Los años siguientes cosechó triunfos, pero de menos importancia como el Mount Evans Hill Climb en 2007.
En 2009 consiguió el triunfo de etapa de la Vuelta a Burgos poniéndose con el maillot de líder a falta de una etapa pero no consiguió el triunfo final, quedando en tercer puesto.,
Fue uno de los 11 excompañeros de Lance Armstrong en el US Postal que testificaron ante la USADA (Agencia Antidopaje Estadounidense) en el caso contra el tejano. Danielson admitió haberse dopado para mejorar el rendimiento, por lo cual fue suspendido 6 meses a partir del 1 de septiembre de 2012 y fue descalificado de todos los resultados obtenidos desde el 1 de marzo de 2005 hasta el 23 de septiembre de 2006, incluyendo una etapa de la Vuelta a España (en la que finalizó sexto) y una victoria general del Tour de Georgia y de la Vuelta a Austria.
El 9 de julio de 2015 dio positivo por testosterona sintética en un control fuera de competición. Tom negó que hubiera tomado ninguna sustancia quedando a la espera de la muestra B. Finalmente la USADA le suspendió por cuatro años aunque podía haber sido suspendido por ocho años e incluso a perpetuidad por haber sido reincidente.

## Palmarés
2002
- Vuelta al Lago Qinghai, más 2 etapas

2003
- Tour de Langkawi
- 2.º en el Campeonato de Estados Unidos Contrarreloj

2009
- 1 etapa de la Vuelta a Burgos

2012
- 1 etapa del USA Pro Cycling Challenge

2013
- Tour de Utah

2014
- Tour de Utah, más 1 etapa

## Resultados en Grandes Vueltas y Campeonatos del Mundo
Durante su carrera deportiva consiguió los siguientes puestos en las Grandes Vueltas y en los Campeonatos del Mundo en carretera:
| Carrera              | Carrera              | 2002 | 2003 | 2004 | 2005 | 2006 | 2007 | 2008 | 2009 | 2010 | 2011 | 2012 | 2013 | 2014 | 2015 |
| -------------------- | -------------------- | ---- | ---- | ---- | ---- | ---- | ---- | ---- | ---- | ---- | ---- | ---- | ---- | ---- | ---- |
|                      | Giro de Italia       | —    | —    | —    | Ab.  | Ab.  | —    | —    | 78.º | —    | —    | —    | 49.º | —    | Ab.  |
|                      | Tour de Francia      | —    | —    | —    | —    | —    | —    | —    | —    | —    | 8.º  | Ab.  | 60.º | —    | —    |
|                      | Vuelta a España      | —    | —    | —    | 8.º  | 6.º  | Ab.  | —    | Ab.  | 8.º  | —    | —    | —    | —    | —    |
| Mundial en Ruta      | Mundial en Ruta      | —    | —    | Ab.  | —    | —    | —    | —    | Ab.  | —    | —    | —    | —    | —    | —    |
| Mundial Contrarreloj | Mundial Contrarreloj | —    | —    | 35.º | —    | —    | —    | —    | 23.º | —    | —    | —    | —    | —    | —    |

—: no participa

Ab.: abandona